# روبرت أوستين
روبرت أوستين (28 ديسمبر 1871 في المملكة المتحدة - 26 مايو 1958) (بالإنجليزية: Robert Austin)‏ هو لاعب كريكت بريطاني.

## وصلات خارجية
- روبرت أوستين على موقع إي آس بي آن كريك إنفو (الإنجليزية)